# Вратарь (водное поло)

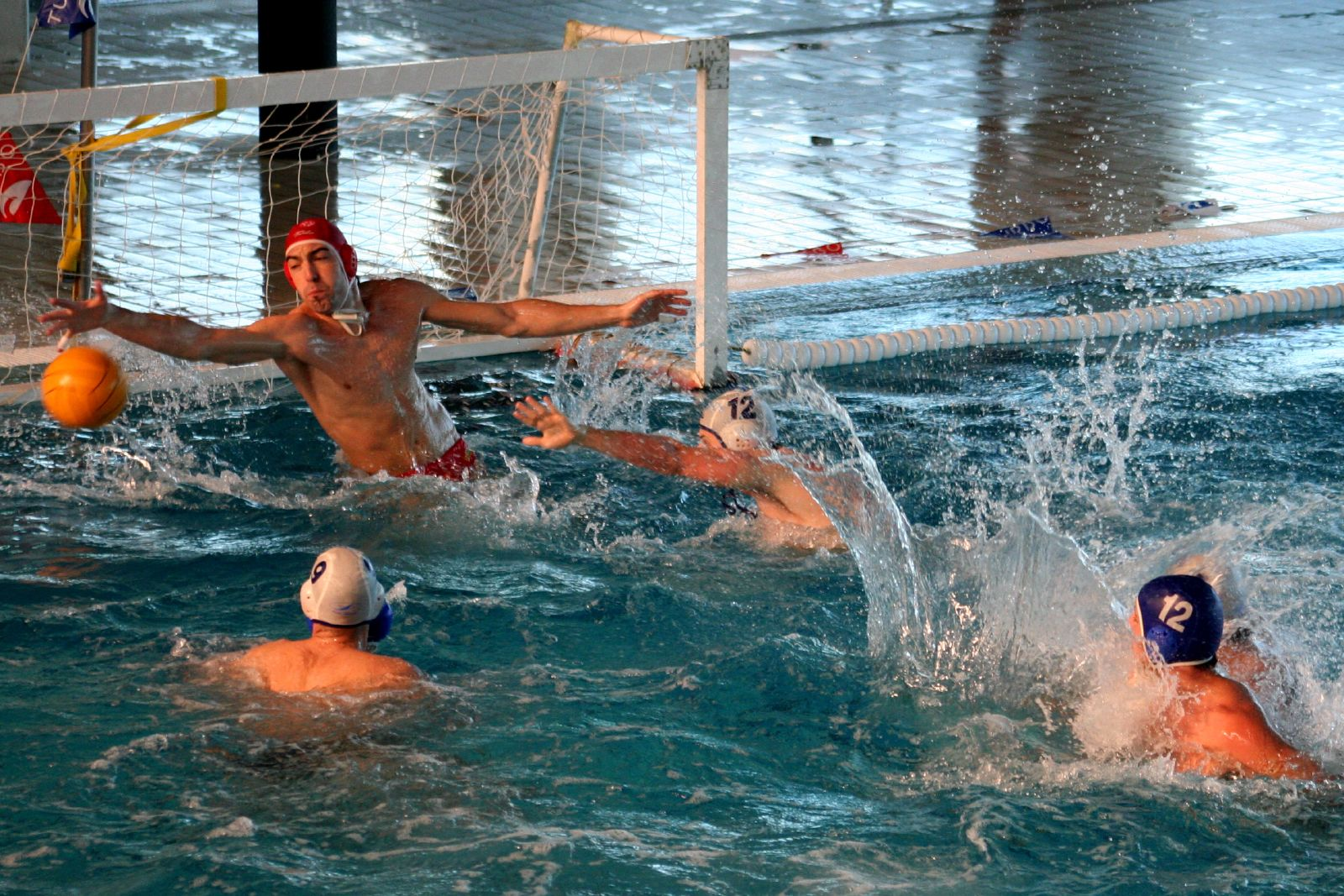
Вратарь (в красной шапочке) отбивает бросок вытянутой рукой

В водном поло вратарь — это позиция игрока на поле, который является последним игроком линии обороны, непосредственно защищая свои ворота (площадью 2,8 м²) от бросков соперника.          
Вратарь (или голкипер) занимает особую позицию в команде. Данная роль предусматривает уникальные привилегии и ограничения, отсутствующие у других игроков команды.
У вратарей игровая карьера, как правило, дольше, поскольку им приходится плавать меньше, чем остальным игрокам.

## История

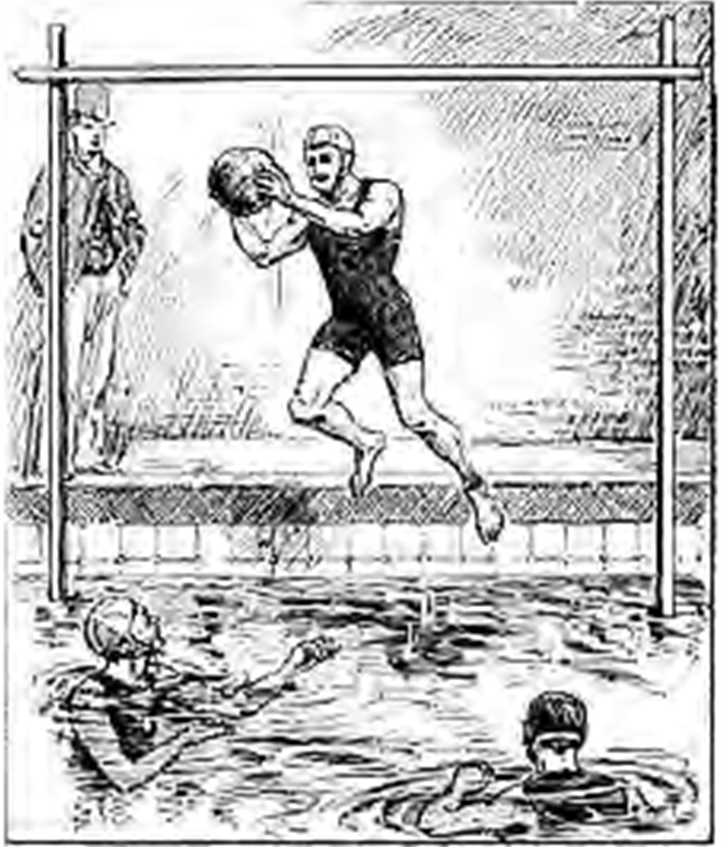
На заре развития водного поло, ворота были регбийными

Позиция вратаря в водном поло существует с самого появления этой игры. В то время вратарь мог присоединяться к атаке своей команды на чужой половине бассейна. В случае перехвата мяча вратарь не возвращался в ворота, а выполнял приёмы прочих игроков, например, топил голову соперника.
Роль вратаря в водном поло изменилась в 1880 году, когда шотландцы сузили стойки ворот до 10 футов (ок. 3 м). В то же время правила позволили вратарям выходить из бассейна во время атаки своей команды, а когда игрок соперника приближался с мячом к воротам, голкиперы имели право напрыгивать на него. Но это правило было в силе недолго. Для предотвращения серьёзных и частых травм, возникавших от подобного метода ведения игры, вратарям опять было запрещено выходить из воды.
Основные функции вратаря мало изменились за последнее время, но произошли изменения, повлиявшие на стиль игры. В 1940-х мужская сборная Венгрии по футболу ввела новую технологию под названием Eggbeater Kick, позволяющую вратарям сохранять равновесие на воде.

## Правила
Внутри своей 5-метровой (16-футовой) площади, вратарь является единственным человеком в своей команде, которому разрешено касаться мяча двумя руками, сжатым кулаком, а также касаться дна бассейна. В отличие от прошлого, по нынешним правилам вратарь имеет право заплывать за середину поля, поддерживая тем самым атаку и бросать мяч по чужим воротам. Если вратарь нарушил правила на нападающем соперника, он должен постараться отбить пенальти с 5 метров. Голкипер также может быть удалён на 20 секунд после совершенного им фола. Если вратарь погрузился с мячом под воду, назначается 20-секундный штраф.

### Вариации правил

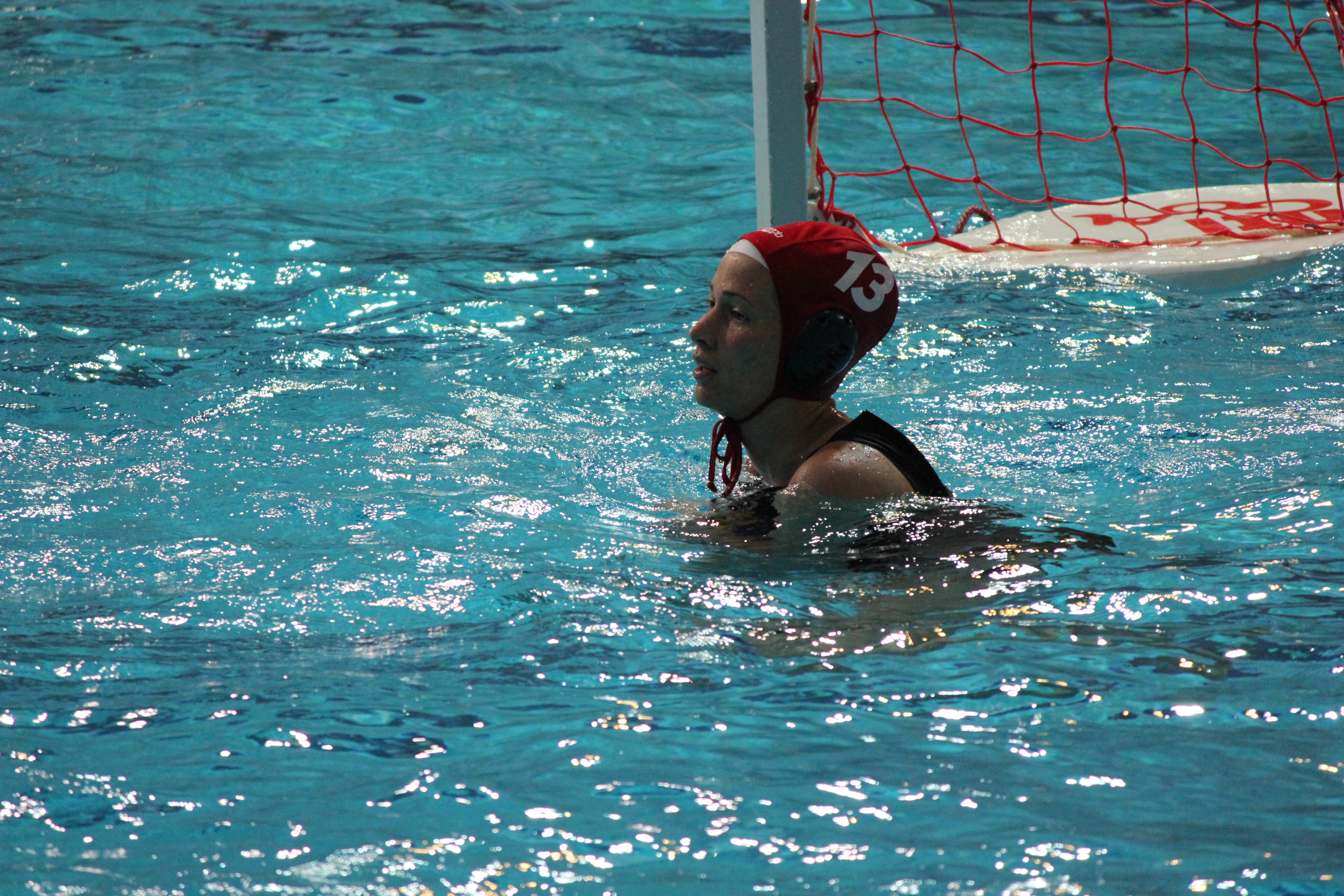
Резервный вратарь с надетой резервной шапочкой

Ниже представлена таблица, показывающая различия в правилах у трёх сильнейших ватерпольных организаций: FINA, NCAA и NFHS
|                                              | FINA (правила 2009—2013 гг.) | NCAA (правила 2010—2012 гг.) | NFHS (правила 2010—2011 гг.) |
| Позиция голкипера при пенальти               | Вратарь должен находиться только на линии ворот. | Бедра вратаря должны находиться на линии во время исполнения пенальти. | Так же как в NCAA.           |
| Цвет ушной полосы                            | Цвет полосы должен быть красным или совпадать с цветом шапочек игроков своей команды.                                                                                        | Цвет вратарской шапочки должен совпадать с цветом всей остальной шапочки. | Так же как в NCAA.           |
| Цвет вратарской шапочки                      | Шапочка голкипера должна быть красной. | Цвет шапочки вратаря должен быть различным с цветом шапочек своей команды;домашняя команда должна иметь белые и красные шапочки, гостевая — синий и красный. Шапочка не должна иметь полосы. | Так же как в NCAA.           |
| Номер вратарской шапочки                     | Основной голкипер должен иметь номер 1; резервный — 13. | Основной голкипер должен иметь номер 1; резервные — 1A, 1B. | Так же как в NCAA.           |
| Цвет номера                                  | Официально не упоминается в правилах, но в большинстве случаев цвет номера совпадает цветом шапочек своей команды.                                                           | У вратаря домашней команды цвет номера должен быть белым или жёлтым, у вратаря гостевой — тёмным.                                                                                            | Так же как в NCAA.           |
| Goalkeeper swim cap colour                   | Официально не упоминается. Так же как в NCAA. | Цвета шапочки для плавания, если они вообще подходят, должны быть красными или белыми для вратаря гостей и красными или темными для вратаря домашней команды.                                | Так же как в NCAA.           |
| Требования к вратарскому женскому купальнику | Так же как в NCAA, за исключением того, что они также должны выглядеть одинаково для остальной части своей команды, и в своде правил нет описания наказания за разоблачение. | Либо непрозрачный, цельный купальники соревновательный костюм с ремнями не менее 1 дюйма в ширину. Этим ремешкам запрещено быть бретельками-спагетти. Существует правило для разоблачения.   | Так же как в NCAA.           |
| Извлечение шаров, ушедших за борт            | Не допускается без разрешения. Если это случается и вратарь выходит за пределы бассейна, он удаляется до конца игры за неспортивное поведение.                               | Так же как в ФИНА, только вратарь удаляется на 20 секунд. | Так же как в NCAA.           |

## Обязанности и методы вратарей

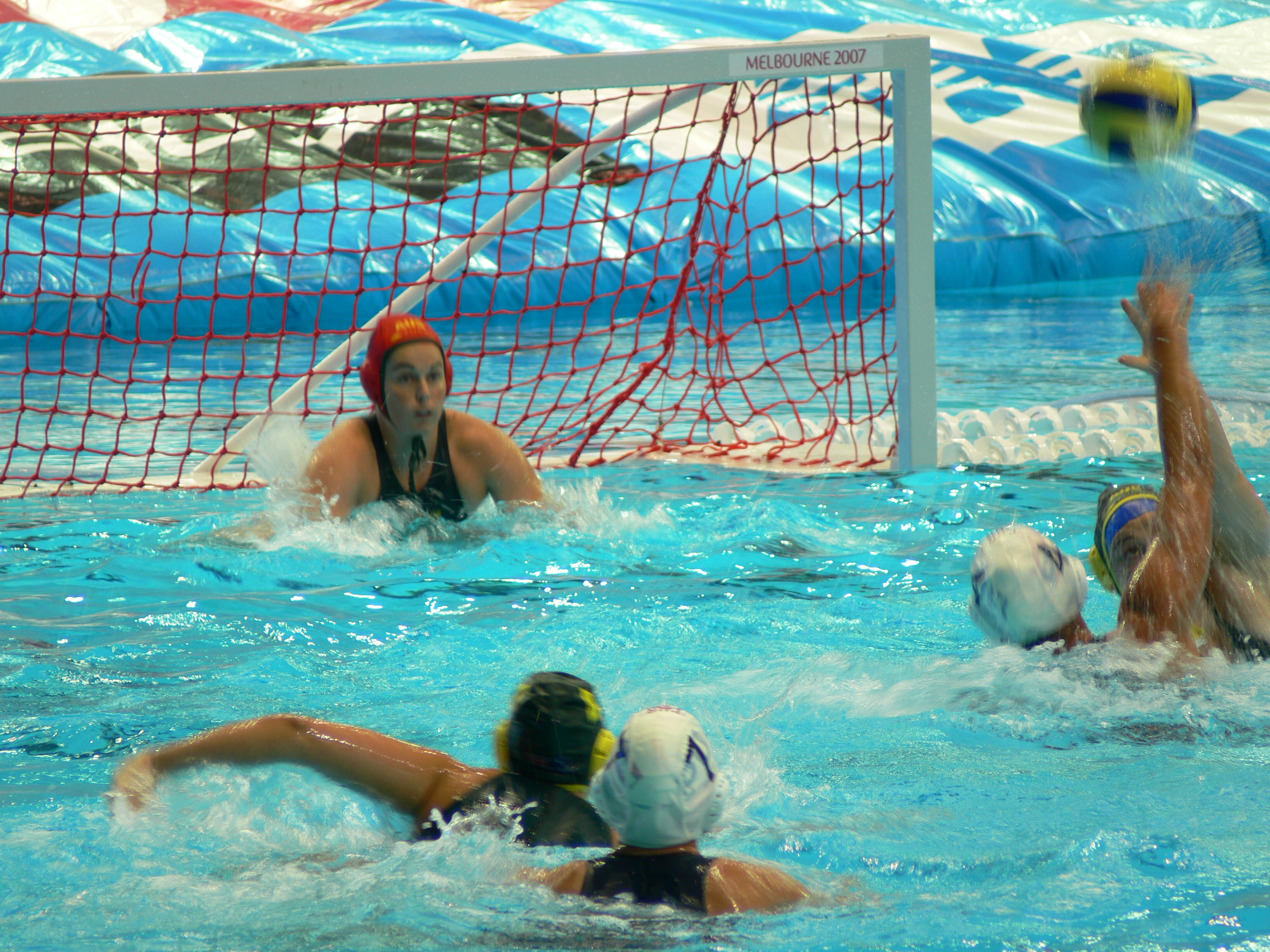

I use my hands when the ball is being passed from one player to another. When a player has the ball and is ready to shoot I ease up on the arms and hands; the legs take over.
20px
20px
András Molnár

### Обязанности
Основной задачей вратаря является предотвращение голов команды соперника, для чего необходимо блокировать броски по воротам.

#### Water polo rules
- FINA Water Polo Rules 2009-2013 (англ.). FINA (16 сентября 2009). Дата обращения: 2 февраля 2023. Архивировано из оригинала 23 октября 2013 года.
- NCAA Rules 2010-12 (англ.). Collegiate Water Polo Association (июнь 2010). Дата обращения: 2 февраля 2023. Архивировано из оригинала 12 августа 2014 года.
- NFHS Water Polo Rules 2009-2010 (англ.). TISCA Water Polo. Дата обращения: 2 февраля 2023. Архивировано из оригинала 14 сентября 2012 года.

### Фильмография
- Стив Хаманн (2008). Water polo goalkeeping: skills, drills, & angles. Coaches Choice. OCLC 317622663.
- Стив Хаманн (2008). Water polo goalkeeping: beyond "just block the ball". Coaches Choice. OCLC 724024881.
- Шон Нолан (2011). Becoming a Champion Water Polo Goalie. Championship Productions. OCLC 775016436.